# Pałac w Mołtowie
Pałac w Mołtowie – pałac w Polsce, położony w województwie zachodniopomorskim, w powiecie kołobrzeskim, w gminie Gościno, w miejscowości Mołtowo.
Jest wpisany do rejestru zabytków pod numerem rejestracyjnym 920 z 2.12.1976.

## Historia
Pałac wybudowany został w roku 1875 przez Karla von Braunschweiga. Park wokół pałacu pochodzi z początku XIX wieku. W trakcie II wojny światowej było jednym z miejsc dyslokacji muzealnych zbiorów szczecińskich. Do 1945 roku cała wieś była własnością rodu von Braunschweig. Po wojnie mieściło się tam państwowe gospodarstwo rolne, w pałacu mieszkali pracownicy oraz mieściły się tam biura. Budynek wraz z parkiem przejęła następnie Agencja Nieruchomości Rolnych, która wydzierżawiła teren firmie Mołt-Eko.
W maju 2016 roku na terenie parku odnaleziono monety – XIII-wieczne denary brandenburskie i zapinkę z epoki brązu, które trafiły do Muzeum Narodowego w Szczecinie. W styczniu 2020 roku ponownie odnaleziono tam zabytki z epoki brązu – bransolety, grot włóczni oraz siekierkę tulejową.

## Architektura
Budynek utrzymany jest w stylu neoklasycystycznym. Wybudowany został na planie prostokąta 1:2, pokoje pałacowe usytuowane są wzdłuż boków, a środek zajmują schody z ozdobnymi poręczami, prowadzące na wewnętrzne galerie. Zachowały się niektóre detale i część marmurowych schodów. W ciągu dnia budynek oświetla dzienne światło wpadające przez okrągły świetlik w dachu.